# Jorginho
Jorge de Amorim Campos (känd som Jorginho), född 17 augusti 1964 i Rio de Janeiro, brasiliansk fotbollsspelare.
Jorginho var högerback i brasilianska landslaget under 1990-talet. Han var med i VM-turneringarna 1990 och 1994. När Brasilien blev världsmästare 1994 blev Jorginho uttagen i världslaget som VM:s bäste högerback. Totalt spelade han 64 landskamper och gjorde tre mål.
På klubblagsnivå spelade Jorginho för América (1984), Flamengo (1985–1989), Bayer Leverkusen (1989–1992), Bayern München (1992–1994), Kashima Antlers (1995–1999), São Paulo (1999), Vasco da Gama (2000–2001) och Fluminense (2001–2003).